# Anthony Dittmar
Anthony „Toni“ Dittmar (* 11. Mai 1994 in Duderstadt) ist ein deutscher Rollstuhltennisspieler.

## Leben
Mit 4 Jahren wurde bei Dittmar die Behinderung Glasknochen Typ 4 (Osteogenesis Imperfecta) diagnostiziert. Diese Behinderung zeichnet sich besonders durch eine hohe Anfälligkeit von Brüchen aus.
Von 2017 bis 2020 absolvierte er eine Berufsausbildung zum Kaufmann für Büromanagement. Er hat einen Zwillingsbruder.

## Karriere
Seit 2010 spielt Dittmar Rollstuhltennis. Während er in den ersten Jahren wenig Trainingsmöglichkeiten hatte und für ein regelmäßiges Training regelmäßig von seiner Mutter nach Dortmund gefahren werden musste, fand er 2013 eine Trainingsmöglichkeit in seiner Heimatstadt Göttingen und trainierte ab sofort dort. 2013 nahm er das erste Mal am Davis Cup teil, der in der Türkei stattfand. Es folgten weitere Teilnahmen 2014 in den Niederlanden und 2015 erneut in der Türkei. 2015 zog er nach Hannover, wo er an der Tennisbase Hannover, einem der vier Olympiastützpunkte in Deutschland, trainierte. Seit 2020 wohnt er in Köln und trainiert beim TC Weiden. Seit 2013 ist er fester Bestandteil der deutschen Rollstuhltennisnationalmannschaft. Von 2018 bis 2022 wurde er viermal Deutscher Meister.

## Erfolge

### Einzel
| Turnierland | Turniername             | Jahr | Kategorie  |
| ----------- | ----------------------- | ---- | ---------- |
| Türkei      | Antalya Open            | 2013 | ITF Future |
| Deutschland | German Open             | 2013 | ITF 3      |
| Polen       | Plock Orlen Polish Open | 2017 | ITF 2      |
| Litauen     | Vilnius Open            | 2018 | ITF Future |
| Polen       | Plock Open              | 2023 | ITF Future |

### Doppel
| Turnierland | Turniername             | Jahr | Kategorie  | Partner            |
| ----------- | ----------------------- | ---- | ---------- | ------------------ |
| Deutschland | Bavarian Indoor Open    | 2011 | ITF 2      | Nick Nobbe         |
| Tschechien  | Prague Cup Czech Indoor | 2018 | ITF 2      | Sven Hiller        |
| England     | Wrexham Open            | 2020 | ITF 3      | Yasuhide Kobayashi |
| Italien     | 3 Trofeo Citta'Di Cantu | 2022 | ITF Future | Christoph Wilke    |